# Rjavci
Rjavci – wieś w Słowenii, w gminie Sveti Andraž v Slovenskih goricah. W 2018 roku liczyła 79 mieszkańców.